# Andrés Mateo
Andrés Mateo Vilches (Algeciras, 5 de diciembre de 1918-4 de mayo de 1993) fue un futbolista español, internacional con la Selección de fútbol de España.

## Trayectoria
Después de jugar en varios equipos de su ciudad natal, jugó en el Algeciras Club de Fútbol, Linense, Atlético Tetuán, en el Cádiz Club de Fútbol las temporadas 1935-1941 y en el Sevilla Fútbol Club donde alcanzó los mayores éxitos y donde es recordado como uno de los mejores jugadores de su historia jugando un total de 115 partidos durante las temporadas del 1941 al 1950.
Andrés Mateo también jugó en Gibraltar para Britannia FC y Europa FC, junto a su hermano Paco, y representó a Gibraltar Civilian Football Association contra equipos visitantes.

## Selección española
Fue tres veces internacional con la selección española, debutando en ella el 15 de marzo de 1942. Tras su retirada del fútbol volvió a su ciudad natal donde entrenó equipos juveniles hasta su muerte el 4 de mayo de 1993.